# Pleurothallis phoxophylla
Pleurothallis phoxophylla är en orkidéart som beskrevs av Carlyle August Luer. Pleurothallis phoxophylla ingår i släktet Pleurothallis och familjen orkidéer.
Artens utbredningsområde är Peru. Inga underarter finns listade i Catalogue of Life.